# Janez Markelj
Janez Markelj, slovenski matematik in pedagog.
Markelj je bil dolgoletni profesor matematike na Gimnaziji Vič v Ljubljani, član in nekaj časa tudi tajnik DMFA.